# ادواردو فلیسیسیمو
ادواردو فلیسیسیمو (انگلیسی: Eduardo Felicíssimo؛ زادهٔ ۸ ژانویهٔ ۲۰۰۷) بازیکن فوتبال اهل پرتغال است که در حال حاضر برای اسپورتینگ در پست هافبک بازی می‌کند.
وی همچنین در تیم‌های ملی فوتبال زیر ۱۶ سال، زیر ۱۷ سال و زیر ۱۹ سال پرتغال بازی کرده است.

## دوران باشگاهی
ادواردو فلیسیسیمو فوتبالش را از آکادمی باشگاهی آلوکوشنتس و سپس بنفیکا آغاز کرد. در سال ۲۰۱۹ به آکادمی اسپورتینگ پیوست و در آنجا دورهٔ توسعهٔ خود را به پایان رساند. او در تاریخ ۶ آوریل ۲۰۲۳ اولین قرارداد حرفه‌ای خود را با اسپورتینگ امضا کرد. او فصل ۲۰۲۴–۲۵ را با تیم ذخیرهٔ اسپورتینگ آغاز کرد، اما در ژانویهٔ ۲۰۲۵ به تیم اصلی باشگاه ارتقا یافت. او اولین بازی خود در تیم اصلی اسپورتینگ را به عنوان بازیکن جانشین در تساوی ۲–۲ پرمیرای لیگ مقابل AVS در تاریخ ۲۳ فوریهٔ ۲۰۲۵ انجام داد.

## دوران ملی
ادواردو فلیسیسیمو نمایندهٔ تیم‌های ملی جوانان پرتغال است. او عضوی از تیم زیر ۱۷ سال بود که به مرحلهٔ فینال قهرمانی فوتبال زیر ۱۷ سال اروپا ۲۰۲۴ راه یافت.